# Diphucephala affinis
Diphucephala affinis är en skalbaggsart som beskrevs av Waterhouse 1837. Diphucephala affinis ingår i släktet Diphucephala och familjen Melolonthidae. Inga underarter finns listade i Catalogue of Life.